# 16076 Barryhaase
16076 Barryhaase este un asteroid din centura principală de asteroizi.

## Descriere
16076 Barryhaase este un asteroid din centura principală de asteroizi. A fost descoperit pe 9 septembrie 1999 la Socorro, New Mexico, în cadrul proiectului LINEAR. Asteroidul prezintă o orbită caracterizată de o semiaxă mare de 2,56 ua, o excentricitate de 0,09 și o înclinație de 9,8° în raport cu ecliptica.